# Earl Tylney
Earl Tylney, of Castlemaine in the County of Kerry, war ein erblicher britischer Adelstitel in der Peerage of Ireland.

## Verleihung und nachgeordnete Titel
Der Titel wurde am 11. Juni 1731 für den britischen Unterhausabgeordneten Richard Child, 1. Viscount Castlemaine, geschaffen.
Dieser hatte bereits 1704 von seinem älteren Bruder den Titel Baronet, of Wanstead in the County of Essex, geerbt, der am 16. Juli 1678 in der Baronetage of England seinem Vater verliehen worden war. Am 24. April 1718 war er in der Peerage of Ireland zudem zum Viscount Castlemaine, of Castlemaine in the County of Kerry, und Baron Newtown, of Newtown in the County of Donegal erhoben worden.
Nachdem der Earl 1734 die Besitzungen der Familie der Mutter seiner Gattin geerbt hatte, nahm er durch Parlamentsgesetz vom 24. März 1734 deren Familiennamen „Tylney“ an.
Alle vier Titel erloschen beim kinderlosen Tod seines Sohnes, des 2. Earls, am 17. Dezember 1784.

## Liste der Child Baronets und Earls of Tylney

### Child Baronets, of Wanstead (1678)
- Sir Josiah Child, 1. Baronet (um 1630–1699)
- Sir Josiah Child, 2. Baronet (um 1668–1704)
- Sir Richard Child, 3. Baronet (1680–1750) (1718 zum Viscount Castlemaine und 1731 zum Earl Tylney erhoben)

### Earls Tylney (1731)
- Richard Tylney, 1. Earl Tylney (1680–1750)
- John Tylney, 2. Earl Tylney (1712–1784)